# Shanghai Masters
Shanghai Masters – coroczny turniej rankingowy w snookerze inaugurujący snookerowe rozgrywki od sezonu 2007/2008. Miejscem rozgrywek jest hala Grand Stage w Szanghaju. Od sezonu 2018/2019 turniej stał się nierankingowym wydarzeniem, na które jest zapraszanych 24 zawodników. Wcześniej do zawodów dopuszczona była najlepsza szesnastka snookerzystów w Main Tourze, ośmiu zawodników z rejonu Chin z tzw. "Dzikimi Kartami" oraz kolejna szesnastka, która przebrnie przez kwalifikacje w Prestatynie.

## Nagrody
Pule nagród oraz nagroda za pierwsze miejsce według lat:
- 2007 − £250 000 / £48 000
- 2008 − £282 000 / £52 000
- 2009 − £300 000 / £55 000
- 2010 − £325 000 / £60 000
- 2011 − £350 000 / £65 000
- 2012 − £410 000 / £75 000
- 2013 − £425 000 / £80 000
- 2014 − £450 000 / £85 000
- 2015 − £470 000 / £85 000
- 2016 − £470 200 / £85 000
- 2017 − £700 000 / £150 000
- 2018 − £725 000 / £200 000
- 2019 − £751 000 / £200 000
- 2023 − £825 000 / £210 000
- 2024 − £825 000 / £210 000
- 2025 − £825 000 / £210 000

## Zwycięzcy
| Rok                              | Zwycięzca                     | Przeciwnik                    | Wynik                         | Sezon                         |
| Shanghai Masters (rankingowy)    | Shanghai Masters (rankingowy) | Shanghai Masters (rankingowy) | Shanghai Masters (rankingowy) | Shanghai Masters (rankingowy) |
| -------------------------------- | ----------------------------- | ----------------------------- | ----------------------------- | ----------------------------- |
| 2007                             | Dominic Dale                  | Ryan Day                      | 10−6                          | 2007/08                       |
| 2008                             | Ricky Walden                  | Ronnie O’Sullivan             | 10−8                          | 2008/09                       |
| 2009                             | Ronnie O’Sullivan             | Liang Wenbo                   | 10−5                          | 2009/10                       |
| 2010                             | Allister Carter               | Jamie Burnett                 | 10−7                          | 2010/11                       |
| 2011                             | Mark Selby                    | Mark Williams                 | 10−9                          | 2011/12                       |
| 2012                             | John Higgins                  | Judd Trump                    | 10−9                          | 2012/13                       |
| 2013                             | Ding Junhui                   | Xiao Guodong                  | 10−6                          | 2013/14                       |
| 2014                             | Stuart Bingham                | Mark Allen                    | 10−3                          | 2014/15                       |
| 2015                             | Kyren Wilson                  | Judd Trump                    | 10−9                          | 2015/16                       |
| 2016                             | Ding Junhui                   | Mark Selby                    | 10−6                          | 2016/17                       |
| 2017                             | Ronnie O’Sullivan             | Judd Trump                    | 10−3                          | 2017/18                       |
| Shanghai Masters (nierankingowy) |                               |                               |                               |                               |
| 2018                             | Ronnie O’Sullivan             | Barry Hawkins                 | 11−9                          | 2018/19                       |
| 2019                             | Ronnie O’Sullivan             | Shaun Murphy                  | 11−9                          | 2019/20                       |
| 2023                             | Ronnie O’Sullivan             | Luca Brecel                   | 11−9                          | 2023/24                       |
| 2024                             | Judd Trump                    | Shaun Murphy                  | 11−5                          | 2024/25                       |
| 2025                             | Kyren Wilson                  | Allister Carter               | 11−9                          | 2025/26                       |